# قطعنامه ۱۱۲۸ شورای امنیت
قطعنامه ۱۱۲۸ شورای امنیت سازمان ملل متحد که در تاریخ ۱۲ سپتامبر ۱۹۹۷ تصویب شد، سندی بین‌المللی دربارهٔ بررسی وضعیت در تاجیکستان بر سر امتداد مرز بین تاجیکستان و افغانستان است. این قطعنامه طی نشست ۳۸۱۶ام با ۱۵ رای موافق، ۰ مخالف و ۰ ممتنع تصویب شد.